# چسترفیلد (تنسی)
چسترفیلد(به انگلیسی: Chesterfield) شهری در ایالت تنسی کشور ایالات متحده آمریکا است که جمعیت آن در سرشماری سال ۲۰۱۰ میلادی، ۴۶۹ نفر بوده‌است.